# Campionati europei di atletica leggera 1938 - Salto con l'asta
Il salto con l'asta maschile ai campionati europei di atletica leggera 1938 si svolse il 3 settembre 1938.

## Podio
| Oro     | Karl Sutter Germania    |
| Argento | Bo Ljungberg Svezia     |
| Bronzo  | Pierre Ramadier Francia |

## Risultati
| Pos.    | Nome               | Nazionalità   | Tempo  | Note                  |
| ------- | ------------------ | ------------- | ------ | --------------------- |
| Oro     | Karl Sutter        | Germania      | 4.05 m | Record dei campionati |
| Argento | Bo Ljungberg       | Svezia        | 4.00 m |                       |
| Bronzo  | Pierre Ramadier    | Francia       | 4.00 m |                       |
| 4       | Wilhelm Schneider  | Polonia       | 4.00 m |                       |
| 5       | Mario Romeo        | Italia        | 4.00 m |                       |
| 6       | Aulis Reinikka     | Finlandia     | 3.90 m |                       |
| 7       | Richard Webster    | Gran Bretagna | 3.80 m |                       |
| 8       | Richard Kiipsaar   | Estonia       | 3.70 m |                       |
| 9       | Ernst Larsen       | Danimarca     | 3.70 m |                       |
| 10      | Svend Aage Thomsen | Danimarca     | 3.70 m |                       |
| 11      | Robert Vintousky   | Francia       | 3.50 m |                       |
| 12      | Carol Eilhardt     | Romania       | 3.50 m |                       |
|         | Frans van Peteghem | Belgio        | nm     |                       |
|         | Viktor Zsuffka     | Ungheria      | nm     |                       |